# 托马西克
托马西克（法語：Thomassique，發音：[tɔmasik]）是海地中央省塞爾卡拉蘇爾斯區的市镇，总面积262.01平方千米，2015年人口63224。